# Ԟ

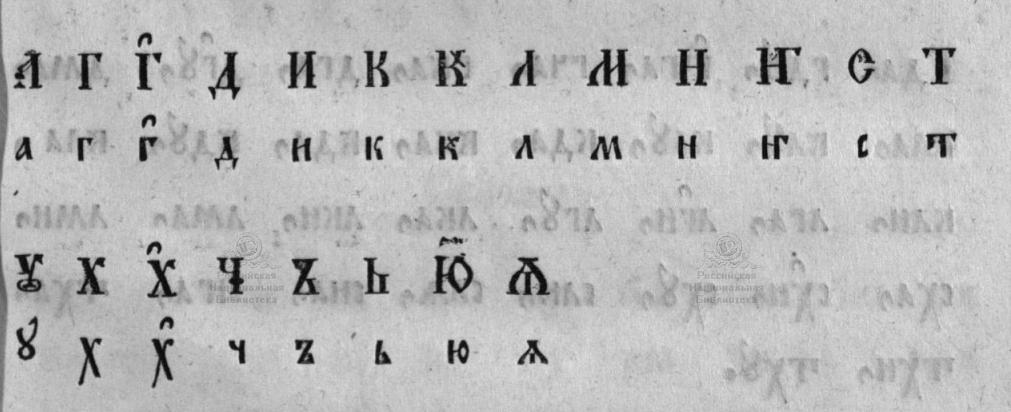
Alfabet aleucki ze słownika z 1846 r.

Ԟ, ԟ (w Unikodziе nazywana aleucką К) – litera rozszerzonej cyrylicy, wykorzystywana dawniej w alfabecie języka aleuckiego, stworzonym przez prawosławnych misjonarzy, w którym oznaczała dźwięk [q]. We współczesnym łacińskim alfabecie aleuckim jej odpowiednikiem jest litera Q, a w alfabecie cyrylickim litera Қ.

## Przykład użycia
| Język   | Przykład       | Przykład       |
| Język   | Pisownia dawna | Pisownia dawna |
| ------- | -------------- | -------------- |
| aleucki | ԟꙋԟъ           | [ 1 ]          |

## Kodowanie
| Znak                   | Ş                                | Ş                                | ş                              | ş                              |
| ---------------------- | -------------------------------- | -------------------------------- | ------------------------------ | ------------------------------ |
| Nazwa w Unikodzie      | cyrillic capital letter aleut ka | cyrillic capital letter aleut ka | cyrillic small letter aleut ka | cyrillic small letter aleut ka |
| Kodowanie              | dziesiątkowo                     | szesnastkowo                     | dziesiątkowo                   | szesnastkowo                   |
| Unicode                | 350                              | U+015E                           | 351                            | U+015F                         |
| UTF-8                  | 197 158                          | c5 9e                            | 197 159                        | c5 9f                          |
| Odwołania znakowe SGML | &#350;                           | &#x015E;                         | &#351;                         | &#x015F;                       |
| Odwołania znakowe SGML | &Scedil;                         | &Scedil;                         | &scedil;                       | &scedil;                       |